# سقوط فرشتگان: جنگجویان صلح
سقوط فرشتگان: جنگجویان صلح (انگلیسی: Angels Fallen: Warriors of Peace) یک فیلم فانتزی اکشن ماجراجویی آمریکایی محصول ۲۰۲۴ به نویسندگی کریس کاتو، کارگردانی علی زمانی و با بازی دنیس ریچاردز، کوبا گودینگ جونیور، آریفین پوترا، رندی کوچار و ویلیام مک‌نامارا است.
این فیلم قرار بود در تابستان ۲۰۲۳ منتشر شود. پخش از در ۹ ژوئیه ۲۰۲۴ به صورت دیجیتالی آغاز شد.

## داستان
هنگامی که یک کهنه سرباز جنگ عراق تماسی از یک قدرت بالاتر دریافت می‌کند، او مأموریتی را آغاز می‌کند تا فرشته سقوط کرده را از برانگیختن ارتشی از مردگان برای تصرف جهان جلوگیری کند.

## بازیگران
- دنیس ریچاردز
- کوبا گودینگ جونیور
- رندی کوچار
- ویلیام مک‌نامارا
- آریفین پوترا